# Paul von Klenau
Paul August von Klenau (11 février 1883 – 31 août 1946) est un compositeur danois qui travailla principalement en Allemagne et en Autriche.

## Biographie
Klenau est né et mort à Copenhague. Il eut comme professeurs Otto Malling, Max Bruch, Ludwig Thuille et Max von Schillings.
Klenau fit partie des défenseurs d'Arnold Schoenberg durant les années 1920 et Schoenberg assista à un concert de ses œuvres dirigé par Klenau en 1923 à Fribourg.
Selon Schoenberg, Klenau défendit une fois son utilisation du dodécaphonisme comme base d'un opéra (Klenau composa trois opéras dodécaphoniques en tout, le premier en 1932–33) et comme un exemple d'art national socialiste.

## Œuvre
Klenau a composé, entre autres, neuf symphonies, trois quatuors à cordes, un poème symphonique  Paolo et Francesca (1913), un arrangement (1919) de Die Weise von Liebe und Tod des Cornets Christoph Rilke (de) de Rainer Maria Rilke, et plusieurs opéras : Die Lästerschule, Michael Kohlhaas, Rembrandt van Rijn, Elisabeth von England, Sulamith (1913).

## Discographie
- Symphonies nos 1 et 5 « triptikon » ; Paolo und Francesca, d'après Dante, L'Enfer, Canto V - Orchestre symphonique d'Odense, dir. Jan Wagner (17-20 mai 1999, Dacapo Records) (OCLC 45112854)
- Symphonie no 7 « Die Sturmsymphonie » ; Klein Idas Blumen ; Gespräche mit dem Tod ; Jahrmarkt bei London - Orchestre symphonique d'Odense, dir. Jan Wagner (2002, Dacapo Records) (OCLC 863667105)
- Symphonie no 9 - Cornelia Ptassek, soprano ; Susanne Resmark, alto ; Michael Weinius, ténor ; Steffen Bruun, basse ; Chœur et Orchestre symphonique national du Danemark, dir. Michael Schønwandt (20-21 mars 2014, Dacapo Records 8.226098-99) (OCLC 952493957 et 948569469)
- Quatuors à cordes nos 1, 2 et 3 - Quatuor Sjælland (février/mars 2008, Dacapo Records) (OCLC 244769671)
- Die Weise von Liebe und Tod des Kornetts Christoph Rilke, pour baryton, chœur mixte et orchestre - Bo Skovhus ; Chœur de la philharmonie tchèque de Brno ; Orchestre symphonique d'Odense, dir. Paul Mann (2007, Dacapo Records) (OCLC 6.220532)